# 王亮石斛
王亮石斛（學名：Dendrobium wangliangii），又名金沙江石斛，是蘭科石斛蘭屬石斛組( Dendrobium)的一種，特产于中国西南地区。植株2-3厘米长，花径约3厘米，粉红色，无香味，植株在冬季落叶，喜冷凉气候。因其珍贵而且种植难度较高，所以被称为是「亚洲的雪山石斛」。王亮石斛於2006年5月由王亮採集。